# Amolops sangzhiensis
Amolops sangzhiensis — вид жаб родини жаб'ячих (Ranidae). Описаний у 2023 році.

## Назва
Видова назва посилається на типове місцезнаходження.

## Поширення
Ендемік Китаю. Відомий лише у типовому місцезнаходженні — повіт Санчжи округу Чжанцзяцзе повінції Хунань.

## Опис
Тіло завдовжки 40,3–40,9 мм у дорослих самців і 52,6–57,7 мм у дорослих самиць. Шкіра на спині гладка; дорзолатеральні складки відсутні, але розвинений ряд подовжених залоз, що утворюють неповну лінію; щільні дрібні шипуваті горбки на нижніх боках і рідкісні плоскі горбики на верхніх боках; шкіра на животі злегка зерниста, задня половина вентральної поверхні стегна залозиста; барабанна перетинка нечітка, невелика, покрита залозистою шкірою; наявність щільних остистих горбків навколо кута рота; наявні вомеринні зуби, прикріплені на двох косих валиках.